# Condado de Ybarra
El Condado de Ybarra es un título nobiliario español creado por el rey Alfonso XII el 6 de junio de 1877 a favor de José María de Ybarra y Gutiérrez de Caviedes (1816-1878), procedente de Bilbao, se estableció en Sevilla, donde emprendió inicialmente su vida empresarial con la producción y venta del aceite de oliva. Fue Alcalde de Sevilla en 1875 y 1876.

## Titulares
|     | Titular                                             | Periodo               |
| --- | --------------------------------------------------- | --------------------- |
| I   | José María Ybarra Gutiérrez de Caviedes (1816-1878) | 1877 - 1878           |
| II  | José María Ybarra González (1844-1898)              | 1878 - 1898           |
| III | José María Ybarra Menchacatorre (1880 - 1930)       | 1898 - 1930           |
| IV  | José María Ybarra Lasso de la Vega (1907-1967)      | 1930 - 1967           |
| V   | José María Ybarra Mendaro (? - 1999)                | 1967 - 1999           |
| VI  | José María Ybarra Saínz de la Maza                  | 1999 - actual titular |

- Datos: Q5782276